# Ugo Crousillat
Ugo Jérôme François Marc Crousillat (Marselha, 27 de outubro de 1990) é um jogador de polo aquático francês, que também já competiu por Montenegro.

## Carreira
Crousillat integrou o elenco da Seleção Francesa de Polo Aquático que ficou em décimo primeiro lugar nos Jogos Olímpicos de 2016.